# 老舎
老舎（ろうしゃ）は、中華人民共和国の小説家、劇作家。本名は舒慶春（じょ けいしゅん）、字は舎予。老舎とはペンネームで、苗字の「舒」の字の偏をとったものとされる。
北京出身。満洲正紅旗出身。北京の町と人々をこよなく愛し、「北京之花」「人民芸術家」「語言大師」と称された。文化大革命で犠牲となった代表的な著名人でもある。
代表作に小説『駱駝祥子』『四世同堂』『正紅旗下』（遺作）、戯曲『龍鬚溝』『茶館』。エッセイ『済南の冬』（济南的冬天）が中学校の教科書に収録されたことで国民的に知られている。

## 来歴
1899年、北京の満洲旗人の家で5人兄弟の末子として生まれる。1900年、義和団の乱で紫禁城の近衛兵だった父が死亡し、母が他家の雑用、洗濯女などをして貧しい少年時代をすごす。
慈善家の支援を受けて私塾に入学したのをきっかけに、新制小学校、北京師範学校を卒業。1918年、19歳で小学校長赴任。その後北京北郊勧学員などを務める。
1922年、洗礼を受け、キリスト教に入信。
1924年、英語学習のため聴講していた燕京大学のイギリス人教授の紹介で渡英し、ロンドン大学東方学院（the School of Oriental Studies、東洋アフリカ研究学院(SOAS)の前身）で中国語講師を務める。ホームシックをきっかけに創作活動を始め、1926年、処女長編小説『張さんの哲学』（老张的哲学）、1927年『趙子日』、1929年『馬さん父子』を立て続けに執筆し中国の雑誌「小説月報」に掲載される。1930年に帰国し、斉魯大学・山東大学で教鞭をとりつつ、作家活動を展開する。帰国後、老舎は1931年に胡絜青と結婚し、同年、長編児童小説『小坡の誕生日』を発表し、さらに『猫城記』『離婚』『牛天賜伝』『趕集』『桜海集』『蛤藻集』を発表する。
1936年、作家活動に専心するため山東大学を辞職、代表作『駱駝祥子』を発表。1937年の盧溝橋事件以後、抗日運動に身を投じ、北京から武漢へ単身赴き、中華全国文芸界団結抗敵協会の理事となった。翌年、武漢で編集者・作家の趙清閣とねんごろになったが1943年に夫人が3人の子女を連れて重慶に来たため、表向きは関係を終わらせざるを得なくなった。1944年、抗日戦争を題材にした大河小説『四世同堂』を執筆開始。戦後、1946年に、アメリカ国務省の招きを受けて渡米し、『四世同堂』第三部を脱稿。趙清閣とシンガポールへ駆け落ちを提案したが、実行には至らず、周恩来の呼びかけに応じて1949年12月帰国。北京市文学芸術界連合会などで指導的立場に立った。
1950年、『龍鬚溝』を発表。翌年、北京人民芸術劇院（旧）で焦菊隠の演出により上演される。1957年、『茶館』を発表。翌年、北京人民芸術劇院で焦菊隠・夏淳の演出により上演される。
1966年、文化大革命が起こり、同年8月23日、老舎は紅衛兵によって「現行反革命分子」「資産階級の権威」「老反共主義者」「封建貴族の子孫」として集団リンチを受け、翌日行方不明となる。8月25日、北京徳勝門外のzh:太平湖 (新街口)のほとりで老舎の遺体が発見された。侮辱に耐えかね抗議の自殺をしたと推定されている。中国政府は老舎の死を公開しなかったが、井上靖、水上勉、開高健、有吉佐和子、城山三郎といった日本人作家は老舎の死を悼んだ。
1978年、鄧小平によって名誉回復。

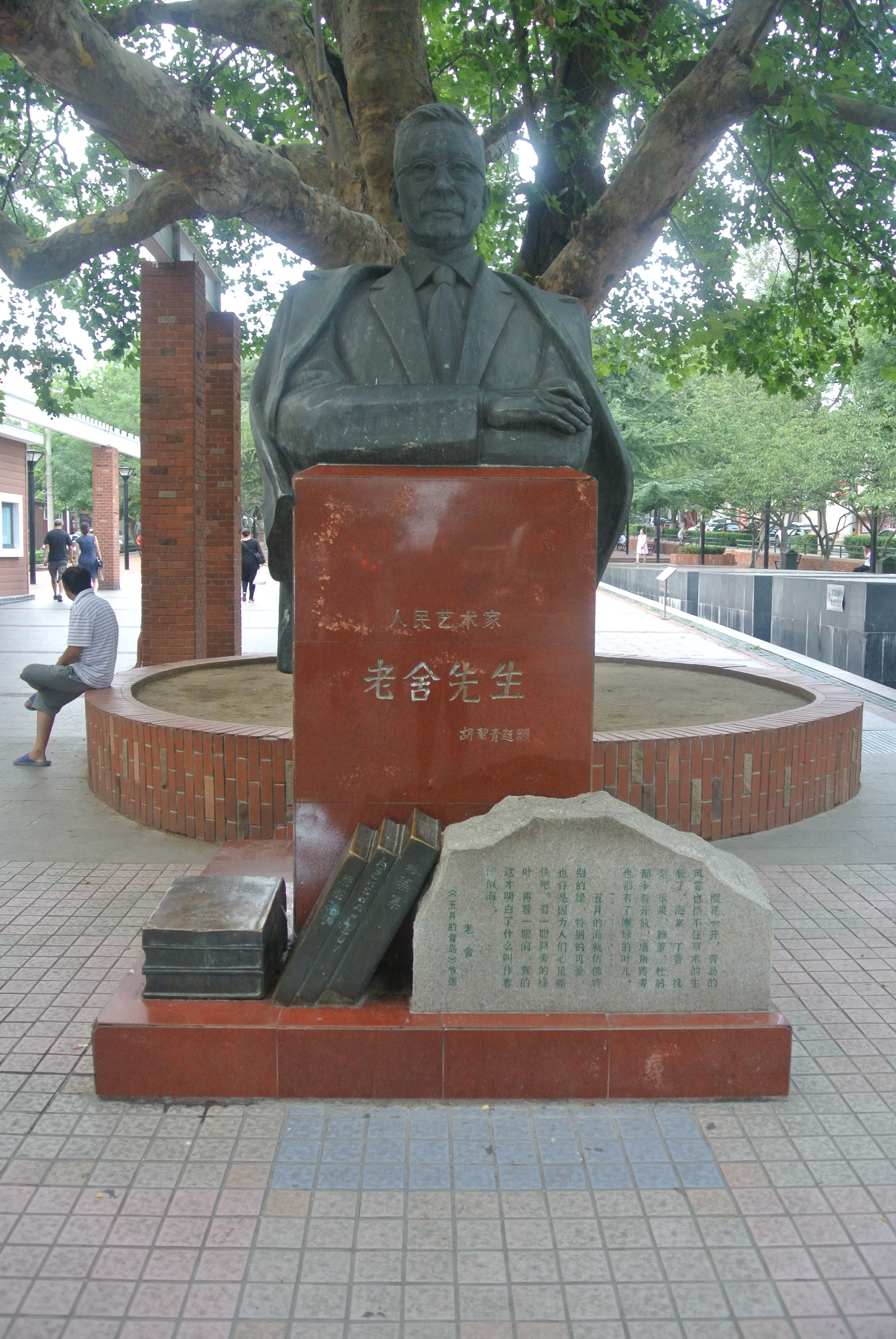
青島市にある老舎像

1979年、未完の自伝的小説『正紅旗下』が発表される。『茶館』が北京人民芸術劇院により再演される（再演指導は夏淳）。これ以後、2015年の今日まで繰り返し上演され、海外公演も行われ、曹禺『雷雨』とともに、中国話劇最高の作品と賞される。
1997年、老舎の旧宅が修理され老舎記念館が創立され、1999年の老舎生誕百周年に合わせて一般公開された。

## 「ノーベル文学賞候補」との主張
かつては「1968年（もしくは1966年）にノーベル文学賞候補となるが、本人が死去していたため受賞できなかった」とする主張が存在していたが、ノーベル文学賞選考委員であるヨーラン・マルムクヴィストはそのうわさを否定していた。ノーベル賞の選考経過やそれに関する資料は50年間の守秘義務がある。2017年、ノーベル財団はウェブサイトで1966年度ノーベル文学賞の候補者リストを公表したが、老舎の名はなかった。1967年度の候補者リストにも老舍の名は見えない。2019年1月に1968年の選考資料が公開され、最終候補に老舎が含まれていなかった（受賞した川端康成のほか、アンドレ・マルロー、W・H・オーデンの2人）ことが明らかになり、その後スウェーデンアカデミーが公表した1968年度の候補者リスト（78人）にも老舎は含まれておらず、従来主張されていた年代には候補者となっていなかったことが確定した（ただし、朝鮮半島出身の李光洙が死去20年後に推薦されていた事例がある）。

## 日本語訳
- 「大悲寺外」猪俣庄八訳『支那現代文学叢刊』第2輯 伊藤書店, 1939
- 『小坡の誕生日』興亜書局編輯部訳 興亜書局, 1940
- 「ちやお・つう・ゆえ」奥野信太郎訳『現代世界文学叢書』中央公論社 1943　のち筑摩書房
- 『駱駝祥子』竹中伸訳　新潮社、1943　のち文庫　 
  - 『駱駝のシャンヅ』飯塚朗訳 世界名作全集　平凡社、1960　のち角川文庫　
  - 「駱駝祥子」市川宏,杉本達夫訳『世界文学全集 カラー版 第35巻 (魯迅.老舎)』河出書房新社 1969
  - 『駱駝祥子』（ロートシアンツ）立間祥介訳『世界文学全集』集英社、1970　のち岩波文庫　
  - 『駱駝祥子』(ルオトゥオシヤンズ) 中山高志訳 白帝社, 1991
- 『四世同堂』鈴木択郎等訳 月曜書房 1951-52　のち角川文庫
- 『離婚』竹中伸訳 山根書店, 1952 
  - 「離婚」伊藤敬一訳 『中国現代文学選集 第6 (老舎・曹禺集)』平凡社, 1962
- 『牛天賜物語』竹中伸訳 筑摩書房, 1953
- 『張さんの哲学』竹中伸訳 筑摩書房, 1953 
  - 『張さんの哲学 近代中国庶民達のフィロソフィー』呉綿季,石川正人共訳 武田書店, 2002
- 『東海巴山集 小説』千田九一訳 岩波新書 1953
- 『龍鬚溝』中沢信三訳 未来社, 1953
- 『ろん・しゆい・ごう(龍鬚溝) 戯曲』黎波訳 創元社, 1953
  - 『龍鬚溝 三幕劇』鳥居久靖,太田辰夫訳註 江南書院, 1957
- 『春華秋実』黎波訳 弘道館 1954
- 『老舎作品集』岡本隆三訳 青木書店 1955
- 『文章入門』趙樹理,胡万春共著 駿台社編集部訳 駿台社 1960
- 『猫城記』（マオチョンチ）（1980　サンリオSF文庫　稲葉昭二訳）
- 『まほうの船』君島久子訳 ほるぷ出版 1981
- 『老舎小説全集』（全10巻）（1981〜1982　学習研究社）

第1巻　張さんの哲学・離婚　竹中伸訳　
第2巻　趙子曰・ドクター文 / 中山時子訳
第3巻　馬さん父子・小坡の誕生日 / 竹中伸,斎藤喜代子訳
第4巻　猫の国・牛天賜物語 / 日下恒夫,竹中伸訳
第5巻　駱駝祥子 (ロートシャンツ) 満洲旗人物語 竹中伸訳　
第6巻　老舎自選短篇小説選 / 竹中伸訳
第7巻　火葬・私の一生 / 平松圭子,日下恒夫訳
第8巻　四世同堂(上) / 蘆田孝昭訳
第9巻　四世同堂(中) / 竹中伸,蘆田孝昭訳
第10巻　四世同堂(下) / 日下恒夫訳
- 『戯曲老舎珠玉』（1982　大修館書店、『龍鬚溝』『茶館』『西望長安』収録　黎波訳）
- 『老舎のロマン 近代中国文豪編』石田達系雄訳 文芸タイムス社 1995
- 『老舎幽黙詩文集』中山時子監修 斉霞監訳 老舎を読む会訳 叢文社, 1999
- 「黒李と白李」下出鉄男訳『中国現代文学珠玉選 小説 1』二玄社, 2000
- 『私のこの生涯 老舎中短編小説集』関根謙,杉野元子,松倉梨恵訳 平凡社, 2024